# Mycetophila
Mycetophila is een muggengeslacht uit de familie van de paddenstoelmuggen (Mycetophilidae).

## Soorten
- M. abbreviata Landrock, 1914
- M. abiecta (Lastovka, 1963)
- M. adumbrata Mik, 1884
- M. alata Guthrie, 1917
- M. alberta Curran, 1927
- M. alea Laffoon, 1965
- M. alexanderi (Laffoon, 1957)
- M. analis (Coquillett, 1901)
- M. arnaudi (Laffoon, 1957)
- M. atlantica Nielsen, 1966
- M. attonsa (Laffoon, 1957)
- M. autumnalis Lundstrom, 1909
- M. bartaki Sevcik, 2004
- M. bentincki (Laffoon, 1957)
- M. bialorussica Dziedzicki, 1884
- M. bipunctata Loew, 1869
- M. biusta Meigen, 1818
- M. blanda Winnertz, 1863
- M. bohartorum (Laffoon, 1947)
- M. bohemica (Lastovka, 1963)
- M. boreocruciator Sevcik, 2003
- M. brevitarsata (Lastovka, 1963)
- M. britannica Lastovka & Kidd, 1975
- M. browningi (Laffoon, 1957)
- M. byersi (Laffoon, 1957)
- M. capreolata (Laffoon, 1957)
- M. carruthi Shaw, 1951
- M. caudata Staeger, 1840
- M. caurina (Laffoon, 1957)
- M. cavillator (Laffoon, 1957)
- M. celator (Laffoon, 1957)
- M. cingulum Meigen, 1830
- M. clavata Van Duzee, 1928
- M. comata (Laffoon, 1957)
- M. concinna (Laffoon, 1957)
- M. confluens Dziedzicki, 1884
- M. confusa Dziedzicki, 1884
- M. consonans (Laffoon, 1957)
- M. contigua Walker, 1848
- M. corsica Edwards, 1928
- M. crassiseta (Laffoon, 1957)
- M. cruciator (Laffoon, 1957)
- M. curviseta Lundstrom, 1911
- M. czizekii Landrock, 1911
- M. chamberlini (Laffoon, 1957)
- M. deflexa Chandler, 2001
- M. dentata Lundström, 1913
- M. devia (Laffoon, 1957)
- M. devioides Bechev, 1988
- M. discors (Laffoon, 1957)
- M. disparata Plassmann & Schacht, 1990
- M. distigma Meigen, 1830
- M. dziedzickii Chandler, 1977
- M. edura Johannsen, 1912
- M. edwardsi Lundstrom, 1913
- M. eppingensis Chandler, 2001
- M. estonica Kurina, 1992
- M. evanida Lastovka, 1972
- M. exstincta Loew, 1869
- M. faceta (Laffoon, 1957)
- M. falcata (Johannsen, 1912)
- M. fascinator (Laffoon, 1957)
- M. fatua Johannsen, 1912
- M. favonica Chandler, 1993
- M. finlandica Edwards, 1913
- M. fisherae (Laffoon, 1957)
- M. flava Winnertz, 1863
- M. foecunda Johannsen, 1912
- M. forcipata Lundstrom, 1913
- M. formosa Lundstrom, 1911
- M. fraterna Winnertz, 1863
- M. freyii Lundstrom, 1909
- M. frustrator (Laffoon, 1957)
- M. fungorum (De Geer, 1776)
- M. gentilicia Zaitzev, 1999
- M. ghanii Shaw, 1951
- M. gibbula Edwards, 1925
- M. gratiosa Winnertz, 1863
- M. haruspica Plassmann, 1990
- M. hetschkoi Landrock, 1918
- M. hiulca (Laffoon, 1957)
- M. hyrcania Lastovka & Matile, 1964
- M. ichneumonea Say, 1823
- M. idonea Lastovka, 1972
- M. illudens (Laffoon, 1957)
- M. immaculata (Dziedzicki, 1884)
- M. impellans (Johannsen, 1912)
- M. itascae (Laffoon, 1957)
- M. jucunda Johannsen, 1912
- M. jugata Johannsen, 1912
- M. karpathica Landrock, 1925
- M. laeta Walker, 1848
- M. laffooni Lastovca, 1972
- M. lamellata Lundstrom, 1911
- M. lapponica Lundstrom, 1906
- M. lastovkai Caspers, 1984
- M. lenis Johannsen, 1912
- M. lenta Johannsen, 1912
- M. limata (Laffoon, 1957)
- M. lobulata Zaitzev, 1999
- M. lubomirskii Dziedzicki, 1884
- M. luctuosa Meigen, 1830
- M. lunata Meigen, 1804
- M. madocella Chandler & Ribeiro, 1995
- M. magnicauda Strobl, 1895
- M. marginata Winnertz, 1863

- M. mitis (Johannsen, 1912)
- M. mohilevensis Dziedzicki, 1884
- M. montana Landrock, 1925
- M. moravica Landrock, 1925
- M. morosa Winnertz, 1863
- M. napaea (Laffoon, 1957)
- M. neofungorum Chandler, 1993
- M. nigrofusca Dziedzicki, 1884
- M. nigromadera Chandler & Ribeiro, 1995
- M. nubila Say, 1829
- M. obscura Walker, 1848
- M. occultans Lundstrom, 1913
- M. ocellus Walker, 1848
- M. ornata Stephens, 1846
- M. ostensackenii Dziedzicki, 1884
- M. ostentanea Zaitzev, 1998
- M. paracruciator Lastovka & Matile, 1974
- M. parva Walker, 1848
- M. parvifasciata Santos Abreu, 1920
- M. parvimaculata Van Duzee, 1928
- M. paula (Loew, 1869)
- M. paxillata (Laffoon, 1957)
- M. pecinai (Lastovka, 1963)
- M. pectita Johannsen, 1912
- M. percursa (Laffoon, 1957)
- M. perita Johannsen, 1912
- M. perpallida Chandler, 1993
- M. perpauca Lastovka, 1972
- M. pictula Meigen, 1830
- M. pinguis Loew, 1869
- M. plotnikovae Zaitzev, 2004
- M. poloninensis Sevcik, 2004
- M. procera Loew, 1869
- M. propinqua Walker, 1848
- M. pseudoforcipata Zaitzev, 1998
- M. pumila Winnertz, 1863
- M. pyrenaica Matile, 1967
- M. quadra Lundstrom, 1909
- M. recta (Johannsen, 1912)
- M. recula (Laffoon, 1957)
- M. riparia Chandler, 1993
- M. rudis Winnertz, 1863
- M. ruficollis Meigen, 1818
- M. scitula (Laffoon, 1957)
- M. scotica Edwards, 1941
- M. schnablii (Dziedzicki, 1884)
- M. seclusa (Laffoon, 1957)
- M. sepulta (Laffoon, 1957)
- M. sequestra Plassmann, 1976
- M. sertata (Laffoon, 1957)
- M. setifera Zaitzev, 1999
- M. shawi (Laffoon, 1957)
- M. sierrae (Laffoon, 1957)
- M. sigillata Dziedzicki, 1884
- M. sigmoides Loew, 1869
- M. signata Meigen, 1830
- M. signatoides Dziedzicki, 1884
- M. sinuosa Plassmann & Schacht, 1999
- M. sordida Wulp, 1874
- M. spectabilis Winnertz, 1863
- M. spleniata (Laffoon, 1957)
- M. stolida Walker, 1856
- M. storai Chandler & Ribeiro, 1995
- M. stricklandi (Laffoon, 1957)
- M. strigata Staeger, 1840
- M. strigatoides Landrock, 1927
- M. strobli Lastovka, 1972
- M. stylata (Dziedzicki, 1884)
- M. stylatiformis Landrock, 1925
- M. subita (Laffoon, 1957)
- M. sublunata Zaitzev, 1998
- M. subsigillata Zaitzev, 1999
- M. suffusala Chandler & Ribeiro, 1995
- M. sumavica (Lastovka, 1963)
- M. thioptera Shaw, 1940
- M. triangularis Lundstrom, 1912
- M. triangulata Dziedzicki, 1884
- M. tridentata Lundstrom, 1911
- M. trinotata Staeger, 1840
- M. triseriata (Bukowski, 1949)
- M. tuberosa Lundstrom, 1911
- M. uliginosa Chandler, 1988
- M. uncinata (Laffoon, 1957)
- M. unguiculata Lundstrom, 1913
- M. unicolor Stannius, 1831
- M. uninotata Zetterstedt, 1852
- M. unipunctata Meigen, 1818
- M. v-nigrum Lundstrom, 1913
- M. vegeta (Laffoon, 1957)
- M. venusta (Laffoon, 1957)
- M. verecunda (Laffoon, 1957)
- M. vesca (Laffoon, 1957)
- M. vittipes Zetterstedt, 1852
- M. vivida Plassmann & Schacht, 1999
- M. wirthi (Laffoon, 1957)
- M. xanthopyga Winnertz, 1863
- M. zetterstedtii Lundstrom, 1906